# Tekorejo
Tekorejo is een bestuurslaag in het regentschap Ogan Komering Ulu van de provincie Zuid-Sumatra, Indonesië. Tekorejo telt 2724 inwoners (volkstelling 2010).